# Селява кримська
{{#ifeq:0|0|{{#if:|{{#if:Alburnusmentoides|[[]}}|}}}}
Селява кримська, або шемая кримська (Alburnus mentoides) — риба родини ялецевих (Leuciscidae). Поширена виключно у прісних струмках Криму. Бентопелагічна риба, сягає 13 см завдовжки.